# Dismodicus fungiceps
Dismodicus fungiceps är en spindelart som beskrevs av Denis 1944. Dismodicus fungiceps ingår i släktet Dismodicus och familjen täckvävarspindlar.
Artens utbredningsområde är Frankrike. Inga underarter finns listade i Catalogue of Life.